# جیمز کلارک (بازیکن فوتبال، زاده ۱۹۱۳)
جیمز کلارک (انگلیسی: James Clarke؛ زادهٔ 1913) بازیکن فوتبال اهل بریتانیا است.
از باشگاه‌هایی که در آن بازی کرده‌است می‌توان به باشگاه فوتبال برادفورد سیتی اشاره کرد.